# جان واکر (سیاستمدار)
جان واکر (به انگلیسی: John Walker) سناتور سابق عضو حزب فدرالیست (آمریکا) بود. وی در سال ۱۷۹۰ میلادی سناتور ایالت ویرجینیا در سنای ایالات متحده آمریکا بود.